# Платанакија
Платанакија (грч. Πλατανάκια) је насељено место у општини Дион-Олимп у периферији Средишња Македонија, Грчка. Према попису из 2021. године било је 148 становника.
Насеље је подигнуто после Грчког грађанског рата насељавањем грчких избегличких породица из Понта у Турској. На попису из 1961. годибне Платанакија је имала 184 становника.